# Microphotinaini
Microphotinaini – plemię modliszek z rodziny Photinaidae i podrodziny Photinainae. Obejmuje sześć opisanych gatunków sklasyfikowanych w dwóch rodzajach. Zamieszkują amazońską Amerykę Południową.

## Morfologia
Modliszki o ciele długości od 21 do 38 mm, co czyni je najmniejszymi przedstawicielami rodziny. W ich ubarwieniu dominują odcienie zieleni. U samic skrzydła tylnej pary są nieprzezroczyste, z jaskrawymi odcieniami żółci i pomarańczy w ubarwieniu. Genitalia samca odznaczają się fallomerem brzusznym o częściowo zesklerotyzowanym i zaostrzonym na szczycie nasadowym wyrostku prawej krawędzi oraz zakrzywioną i na szczycie zaostrzoną apofizą falloidalną lewego fallomeru.

## Ekologia i występowanie
Owady te zamieszkują wyłącznie krainę neotropikalną i ograniczone są zasięgiem do północno-zachodniej części Amazonii. Ich siedliskiem są wilgotne lasy równikowe. Bytują na roślinności, w tym w piętrze koron. Samce niekiedy przylatują do sztucznych źródeł światła.

## Taksonomia i ewolucja
Takson ten wprowadzony został w 2016 roku przez Julia Rivierę i Gavina J. Svensona na łamach „Systematic Entomology” na podstawie molekularnej analizy filogenetycznej, jako jedno z trzech plemion Photinainae. W uwzględniającym także dane morfologiczne systemie Christiana J. Schwarza i Rogera Roya z 2019 roku wyróżniony został jako jedno z dwóch, obok siostrzanych Photinaini, plemion podrodziny Photinainae.
Do plemienia zalicza się sześć opisanych gatunków sklasyfikowanych w dwóch rodzajach:
- Chromatophotina Rivera, 2010
- Microphotina Beier, 1935

Drugi z wymienionych rodzajów przypuszczalnie nie jest taksonem monofiletycznym.